# Piotr Miciński
Piotr Miciński (ur. 1965 w Katowicach) – polski śpiewak operowy (bas) i pedagog.
Absolwent Akademii Muzycznej w Łodzi (klasa prof. W. Zalewskiego, dyplom w 1989). Kierownik Katedry Wokalistyki tej uczelni od 2012. W 2012 otrzymał tytuł profesora nauk muzycznych.
Były solista Teatru Wielkiego w Łodzi. Współpracował m.in. z teatrami operowymi w Amsterdamie, Bonn, Enschede, Lyonie, Maastricht i Rydze. 
Ważniejsze role operowe:
- Bartolo w Cyruliku Sewilskim Gioacchino Rossiniego
- Figaro w Weselu Figara Wolfganga Amadeusa Mozarta
- Don Alfonso w Così fan tutte Wolfganga Amadeusa Mozarta
- Leporello w Don Giovannim Wolfganga Amadeusa Mozarta
- Zuniga w Carmen Georges'a Bizeta
- Frank w Zemście nietoperza Johanna Straussa